# Вайле (стадион)
«Ва́йле» (дат. Vejle) — стадион, построенный в 2008 году в датском городе Вайле, домашняя арена футбольного клуба «Вайле». Стадион имеет две башни и две VIP-ложи. Вместимость стадиона — около 11 600 мест, поле оборудовано дренажной системой и системой подогрева.